# عن شميدت
عن شميدت (بالإنجليزية: About Schmidt)‏ هو فيلم كوميدي تم إنتاجه في الولايات المتحدة وصدر في سنة 2002. من بطولة جاك نيكلسون وهوب ديفيس وديرموت مولروني وكاثي بيتس.

## القصة
رجل في الستينات عندما كان يحاول تربية ابنته نسي ان يعيش حياته
التفاصيل،
رجل احس انه اضاع عمره هباء بعدما ماتت زوجته، وكانت ابنته ترغب في الارتباط من شاب لا يعمل واسرته ليست بما يريده لها من نسب، فاعطاها نصيحته بعدم الزواج من هذا الشاب ولكنها اصرت على ذلك وطلبت من والدها اما ان يحضر الفرح أو ينساها، ففكر كثيرا ان يتركها لكنه لم يستطيع ذلك لان والدتها متوفية قبل شهور قليلة، فحضر حفل زفافها ولم يبدى انزعاحه بل على العكس عبر في كلمة صغيرة لابنته عن مدى حبه لها ومدى احترامه لاختيارها ومدى سعادة والدتها الآن بهذا الزفاف.
عاد إلى منزله، وهو يشعر بالاسى ليس من اجل ابنته ولكن من اجل عمره الذي يرى انه لام يقدم فيه شئ لاى فرد، حيث كان يقول لنفسه من الذي سيشعر بفرق بعد موتك، أنت لم تقوم باى شئ لاى فرد وبالتالى لن يفتقدك أحد، انا لا شئ...
وبينما وهو جالس على مكتبه كانت هناك العديد من الخطابات التي وردت اليه فلفت نظره خطاب جاءه من تنزانيا، من افريقيا، جائته الرسالة من الاخت سارة من كنيسة في تنزانيا، تقول فيها:
اود ان اشكرك على دعمك لنا في كفالة اليتيم الذي اخترته منذ عدة اعوام وهو الآن في عامه السادس وهو في الكنيسة بعد ما ماتت امه منذ سنوات ونرعاه، هو يرسل اليك شكره وهو الآن لا يستطيع القراءة ولا الكتابة ولكنه ارسل اليك هذه الصورة لقد رسمها بنفسه.

## الميزانية والإيرادات
بلغت تكلفة إنتاج الفيلم حوالي 30 مليون دولار بينما حقق أرباحا تقدر بـ 105,834,556 دولار.

## وصلات خارجية
- عن شميدت على موقع IMDb (الإنجليزية)
- عن شميدت على موقع ميتاكريتيك (الإنجليزية)
- عن شميدت على موقع الموسوعة البريطانية (الإنجليزية)
- عن شميدت على موقع روتن توميتوز (الإنجليزية)
- عن شميدت على موقع نتفليكس (الإنجليزية)
- عن شميدت على موقع قاعدة بيانات الأفلام العربية
- عن شميدت على موقع ألو سيني (الفرنسية)
- عن شميدت على موقع Turner Classic Movies (الإنجليزية)
- عن شميدت على موقع أول موفي (الإنجليزية)
- عن شميدت على موقع بوكس أوفيس موجو (الإنجليزية)